# Харт, Аийша
Аи́йша Харт (англ. Aiysha Hart, араб. عائشة هارت‎, род. 8 августа 1988, Лондон) — английская актриса. Наиболее известна по роли Ариадны в британском телесериале «Атлантида».

## Ранняя жизнь
Мать Аийши Харт из Ливерпуля, а её отец родом из Саудовской Аравии, где Харт жила в течение короткого времени в детстве. Она изучала английскую литературу и кино в Кингс-колледже в Лондоне и обучалась в Лондонской театральной студии. Она свободно говорит на арабском языке.

## Фильмография
| Год       |     | Русское название               | Оригинальное название                  | Роль          |
| --------- | --- | ------------------------------ | -------------------------------------- | ------------- |
| 2012      | ф   | Джинн                          | Djinn                                  | Сара          |
| 2013      | ф   | 400 парней                     | 400 Boys                               | Сальвадора    |
| 2013—2015 | с   | Атлантида                      | Atlantis                               | Ариадна       |
| 2014      | ф   | Честь                          | Honour                                 | Мона          |
| 2016      | с   | Свежая кровь                   | New Blood                              | Лейла Сайад   |
| 2016—2019 | с   | По долгу службы                | Line of Duty                           | Саманта       |
| 2018      | кор |                                | People You May Know                    | Эмили         |
| 2018      | ф   | Колетт                         | Colette                                | Полер         |
| 2018—2022 | с   | Открытие ведьм                 | A Discovery of Witches                 | Мириам Шепард |
| 2019      | ф   | В плену надежды                | Hope Gap                               | Джесс         |
| 2021      | с   | Мы — Lady Parts                | We are Lady Parts                      | Нур           |
| 2023      | ф   | Воин пустыни                   | Desert Warrior                         | Хинд          |
| 2027      | ф   | Афера Томаса Крауна            | The Thomas Crown Affair                |               |
|           | ф   | Последняя тревога Мадлен Хайнд | The Last Disturbance of Madeline Hynde |               |